# ビブリア・ヘブライカ
ビブリア・ヘブライカ（Biblia Hebraica）はヘブライ語聖書を意味するラテン語の熟語。この語は伝統的にタナハの印刷版の表題に用いられた。
現代の学術的な用法では、ドイツの聖書学者であるルドルフ・キッテル（1853年 - 1929年）が編纂したヘブライ語聖書の第12版を指すことが多い。

## ルドルフ・キッテルのビブリア・ヘブライカ (Rudolf Kittel's Biblia Hebraica ;BHK)
キッテル著ビブリア・ヘブライカ（Kittel's Biblia Hebraica）の最初の二つの版は1906年から1913年にかけて登場した。その二つの版の違いは軽微であり、第2版で誤記一覧が修正された。第2版は数回にわたり印刷された。どちらの版とも、1524年にヴェネツィアのダニエル・ボンバーグにより発行されたMikraot Gedolotのヘブライ語本文を複写した。この2つの版にはマソラ本文が載っていないが、ボンベルグ版には載っている。
主な特徴は、脚注にヘブライ語本文に可能な限りの校正を記していることである。その多くはサマリア五書や七十人訳、ウルガタ訳、ペシタ訳といった初期の聖書翻訳に基づいており、それに類した校正が他にもなされている。
第3版はヘブライ語本文と完全に改訂された脚注との間で軽微な違いがあった。当初、その書はレニングラード写本の本文を複写したものだった。その写本を使うという発想は、共同編纂者であるPaul Kahleの功績であった。レニングラード写本に忠実に、マソラ本文が編集されることなく複製された。この写本は1929年から1937年にかけて分冊されて登場し、1937年に初めて一つにまとまった版として登場した。これは何度も再刷され、後の版には死海文書のイザヤ書とハバクク書の異文が載せられた。1950年代に版の大部分が作られた。
ビブリア・ヘブライカに言及する時には、通常BHまたはBHK（Kはキッテルの頭文字）という略号が用いられる。特定の版に言及する際には、BH1~12という記号が用いられる。

## ビブリア・ヘブライカ・シュトゥットガルテンシア(Biblia Hebraica Stuttgartensia)
BHSビブリア・ヘブライカ・シュトゥットガルテンシアは、現在第5版、1977年版が最新版である。